# Liste der Brücken in Bremerhaven
Die Liste der Brücken in Bremerhaven verzeichnet – ohne Anspruch auf Vollständigkeit – Brücken verschiedenster Art in Bremerhaven und im Stadtbremischen Überseehafengebiet in Bremerhaven. Sie ist gegliedert mit weiteren Untergliederungen in feste und bewegliche Brücken sowie ehemalige Brücken.

## Feste Brücken

### Eisenbahnbrücken
Die Bahnstrecke Bremen-Bremerhaven-Cuxhaven wird im Stadtgebiet Bremerhavens über eine Reihe von Brücken geführt. Besonders erwähnenswert sind die
- zwei etwa 50 m langen Eisenbahnbrücken über die Geeste von 1896 und die
- zwei etwa 70 m langen Eisenbahnbrücken über die Kreuzung Langener Landstraße/Cherbourger Straße von 2021/2022, sie ersetzten die 1896 gebauten Brücken.

Weitere Eisenbahnbrücken führen die Bahnstrecke von Nord nach Süd über folgende Straßen:
Im Gandersefeld, Parkstraße, Pferdebade, Spadener Straße, Friedhofstraße, Schlachthofstraße, Auf dem Reuterhamm, Zur Hexenbrücke, Grimsbystraße (BAB-Zubringer B 212), Wiesenstraße, Mozartstraße, Bismarckstraße, An der Mühle, Süderwürden, Hamburger Straße, Altonaer Straße.
Über die Wurster Straße werden bei der Abzweigung der Senator-Borttscheller-Straße Gleise der Hafeneisenbahn im Stadtbremischen Überseehafengebiet geführt. Östlich der Abzweigung befindet sich eine eingleisige Brücke, westlich eine achtgleisige Brücke.

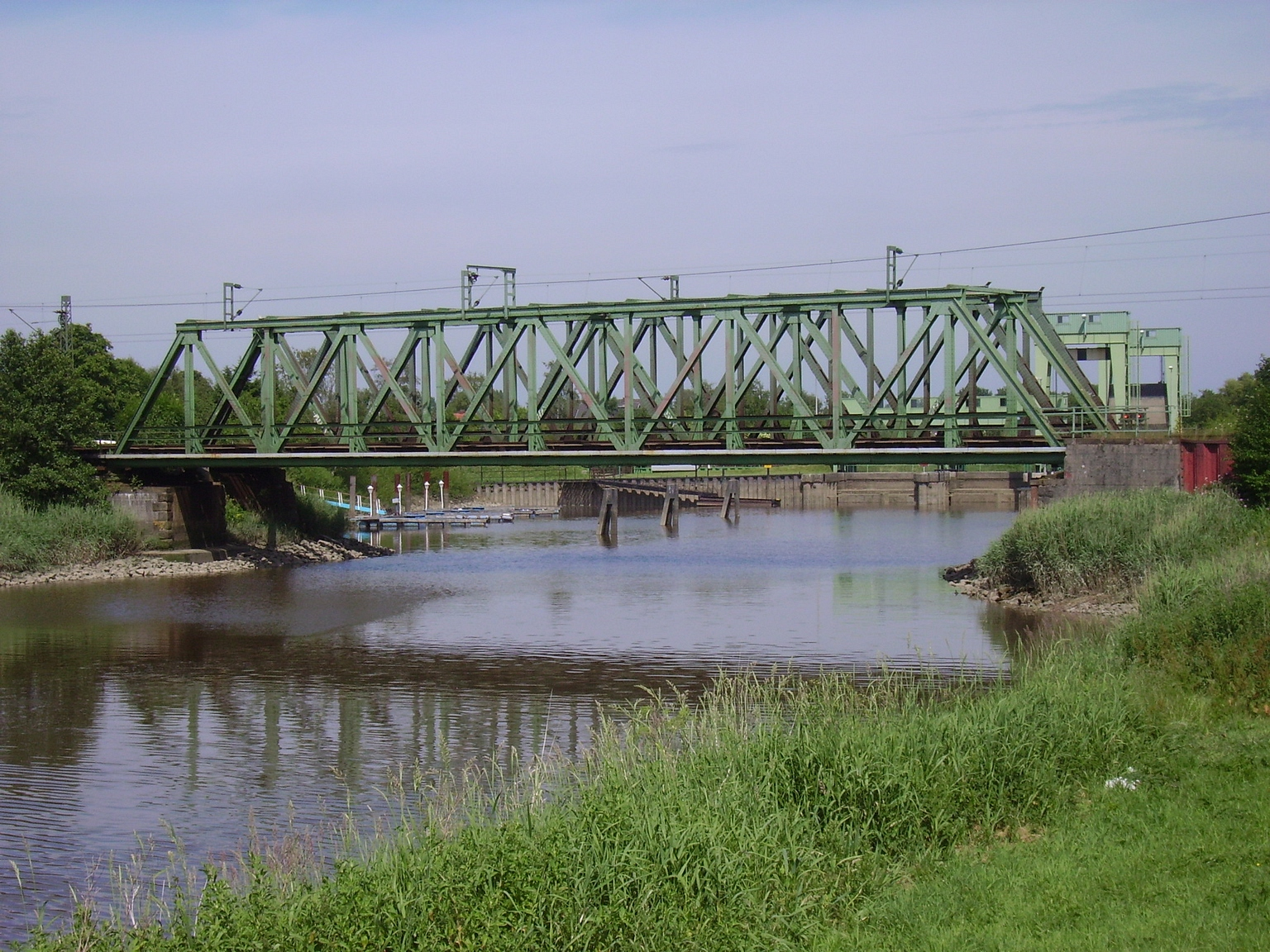
Eisenbahnbrücke über die Geeste
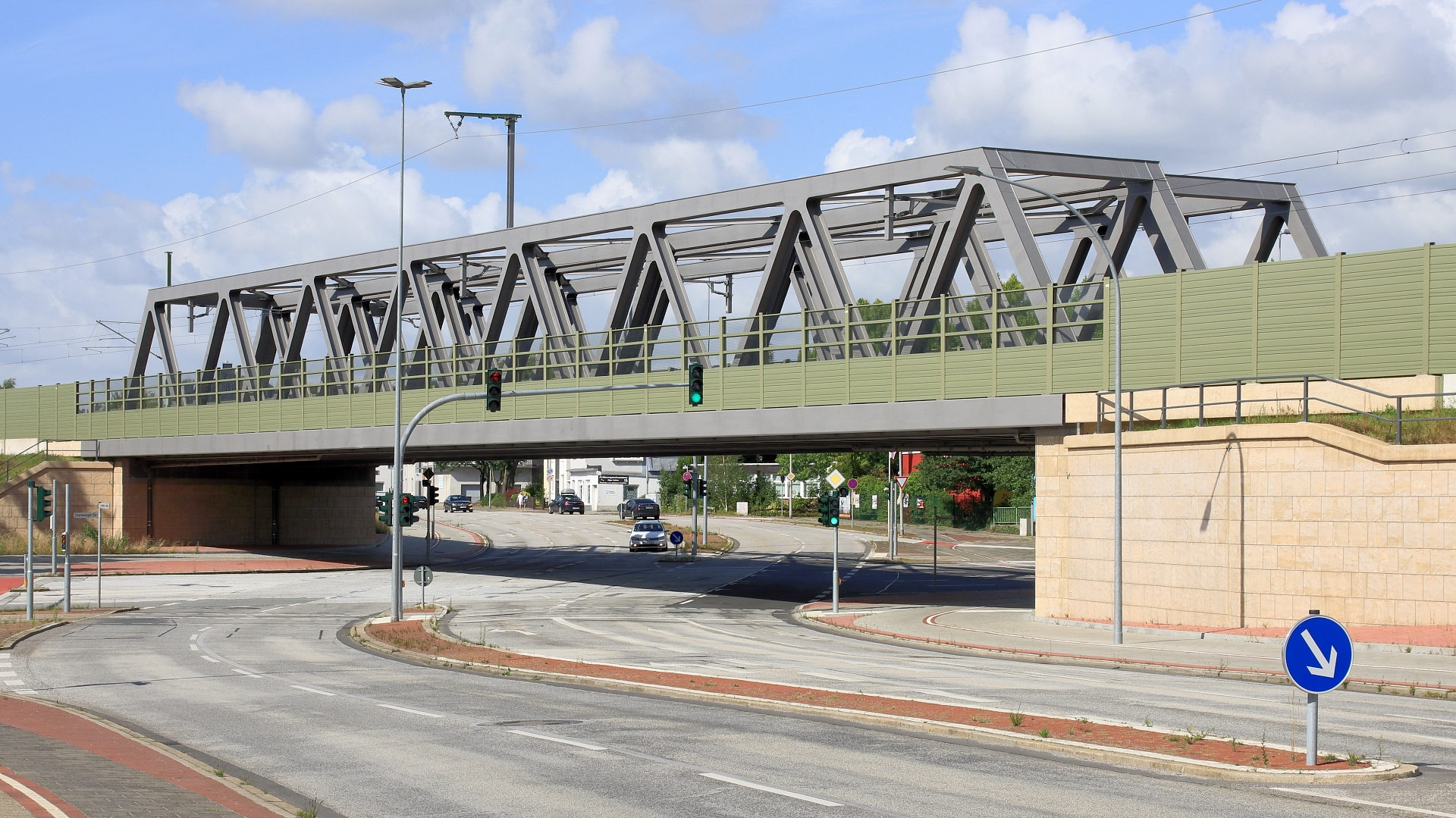
Eisenbahnbrücken Langener Landstraße/Cherbourger Straße
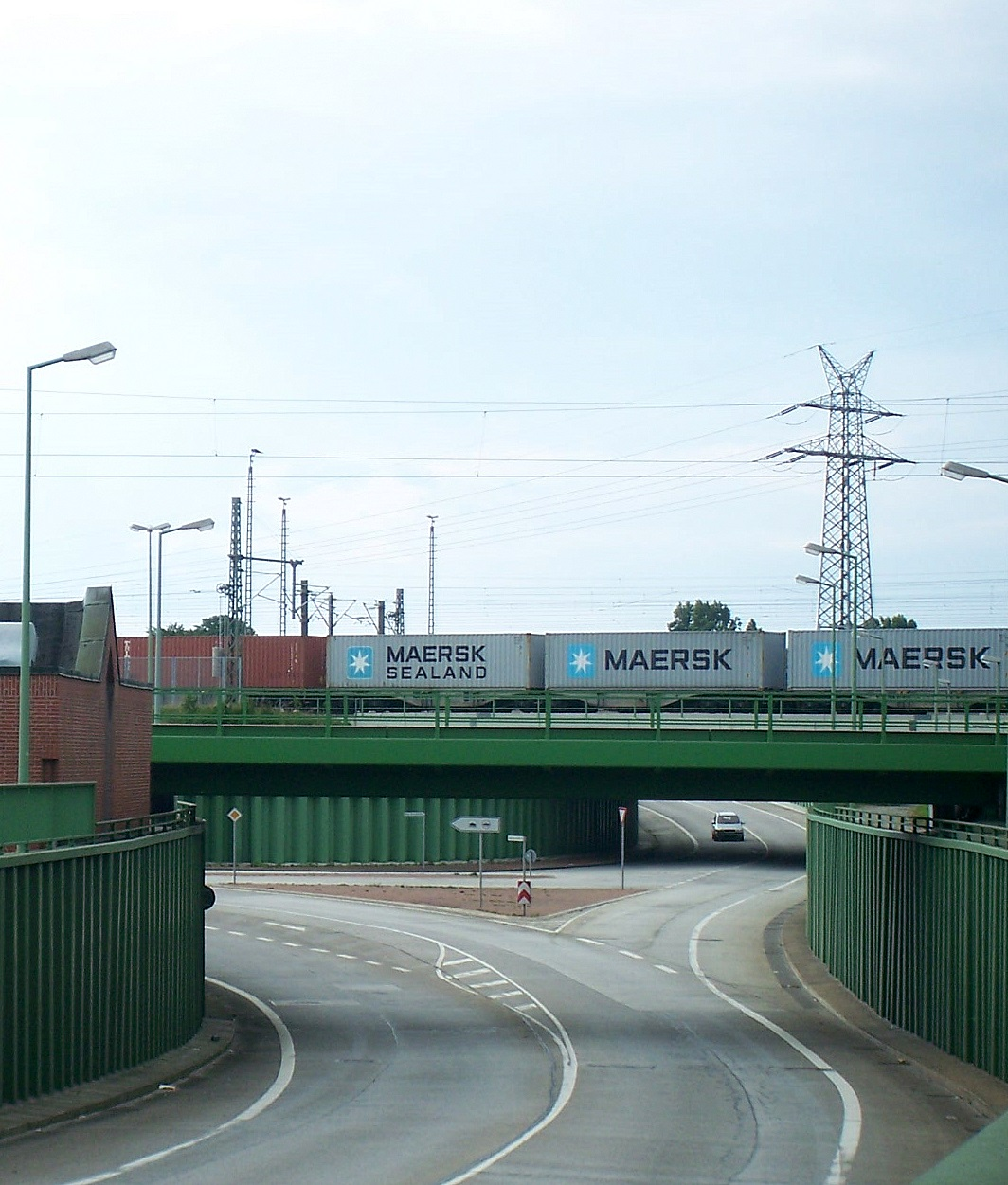
Eisenbahnbrücken über die Wurster Straße

### Straßenbrücken
Die Bundesautobahn 27 (A 27) überquert im Stadtgebiet Bremerhavens mit Brückenbauwerken
- die Geeste,
- die Eisenbahnstrecken nach Bremervörde und nach Bremen,
- das Leher Moor mit der 1,5 km langen Moorbrücke nördlich der Geeste zwischen den Anschlussstellen Bremerhaven-Zentrum und Bremerhaven-Überseehäfen und
- diverse Straßenzüge (von Nord nach Süd): Spadener Straße, Schiffdorfer Chaussee, Im Felde, Poggenbruchstraße, Weg 85, 87 und 88, Lindenallee, Frederikshavner Straße (B 71).

Die A 27 wird mit Brücken von folgenden Straßen überquert (von Nord nach Süd): Weg zwischen Leherheide-West und Spaden, Cherbourger Straße, Thebushelmde, Grimsbystraße (B 212), Johann-Wichels-Weg, Karlsweg und Vieländer Weg.
Weitere Straßenbrücken gibt es im Zuge der:
- Wurster Straße über den Grauwallkanal und über die Hafeneisenbahn,
- Washingtonstraße  über die Hafeneisenbahn,
- Stresemannstraße über die Grimsbystraße und Geeste von 1980; vier Vorgängerbrücken wurden Franzosenbrücke genannt, siehe unter ehemalige Leher Brücken.
- Straße Zur Hexenbrücke über den Markfleth,
- Straße Zur Hüllwiese über die Grimsbystraße,
- Georgstraße über die Straße Unter der Rampe,
- Straße Dreibergen und  des Vieländer Weges über die Bahnstrecke Richtung Bremen,
- Straße Seeborg über die Alte Weser und die Alte Lune.

### Brücken für Fahrradfahrer und/oder Fußgänger
- Hanna-Wolff-Brücke über die Cherbourger Straße am westlichen Ende des Hafentunnels,
- Brücke über die Cherbourger Straße am östlichen Ende des Hafentunnels,
- Brücke über das Tidesperrwerk der Geeste von 1960 östlich der Eisenbahnbrücke
- Brücke über die Zufahrt zum ehemaligen Trockendock des NDL am Neuen Hafen
- Brücke über das südliche Becken des Alten Hafens von 2023, sie ersetzt die 2019 ausgeschwommene Pontonbrücke von 1999
- Brücken im Bürgerpark und Park Reinkenheide,
- Brücken über den Marktfleth im Ortsteil Bürgerpark,
- Brücke an der Alten Luneschleuse

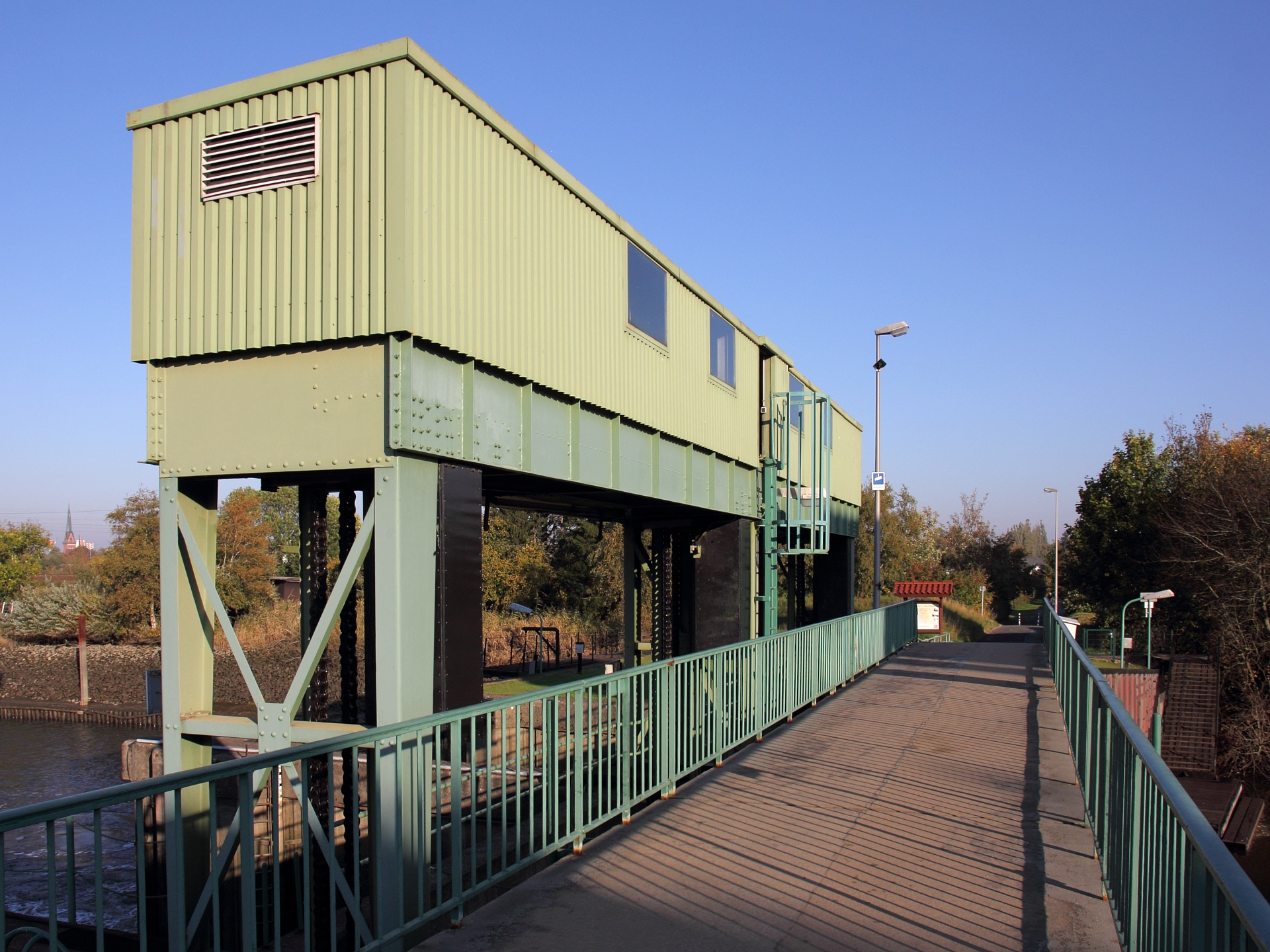
Brücke über das Tidesperrwerk
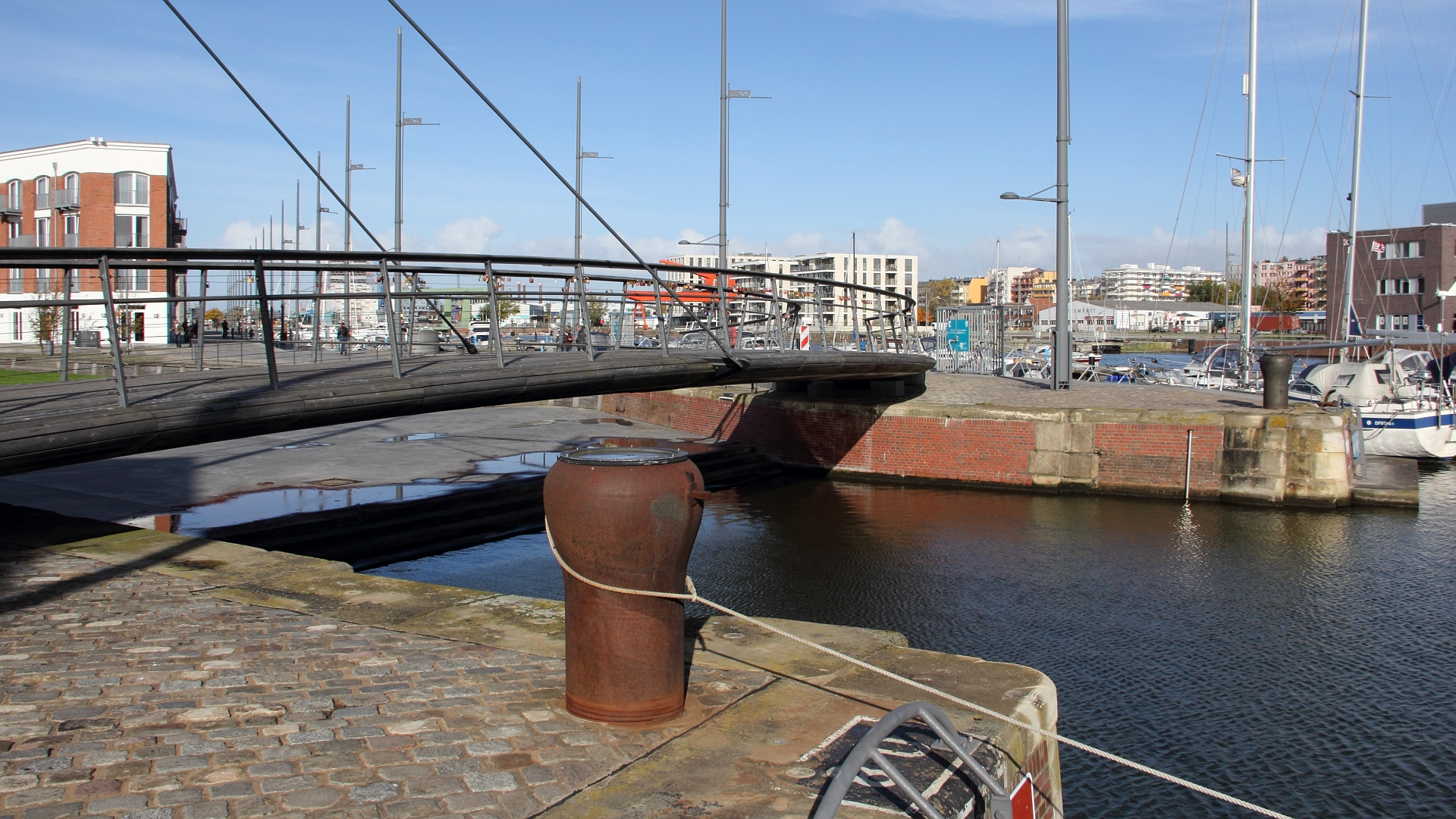
Brücke über die Zufahrt zum ehemaligen Trockendock des NDL am Neuen Hafen
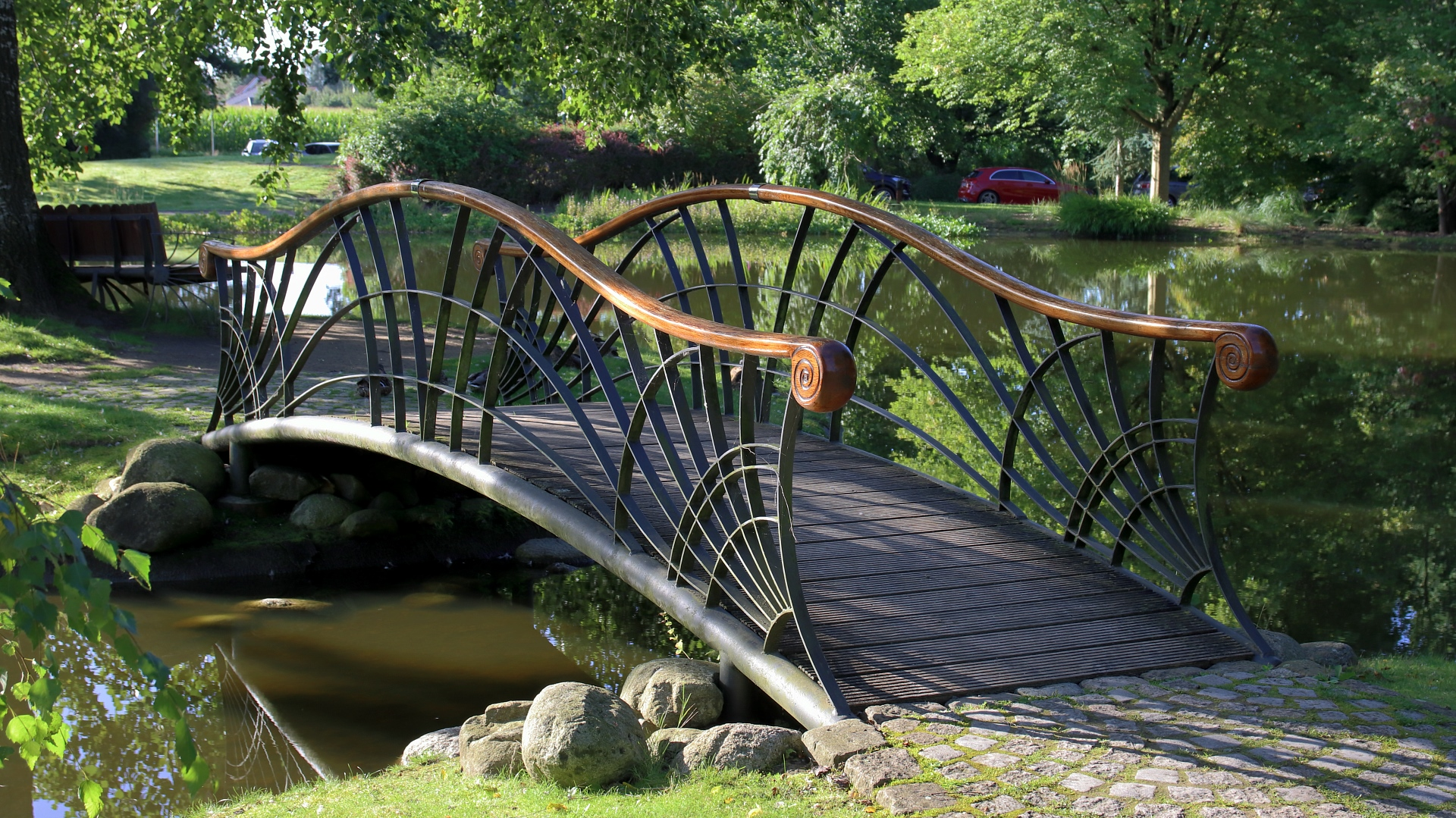
Brücke im Park Reinkenheide

## Bewegliche Brücken

### Drehbrücken
- Drehbrücke über den Geestemünder Hauptkanal von 1861 im Zuge der  Klußmannstraße/Borriesstraße[1]
- Alte Geestebrücke von 1904 im Zuge der Fährstraße/Ludwigstraße[2]
- Neue Geestebrücke von 1992 im Zuge der Grimsbystraße (B 212, BAB-Zubringer), eine Öffnung der Brücke ist nicht mehr beabsichtigt
- Gläserne Drehbrücke von 2009 über den Alten Hafen zwischen der Havenplaza in den Havenwelten und der Oberen Bürger im Columbus-Center

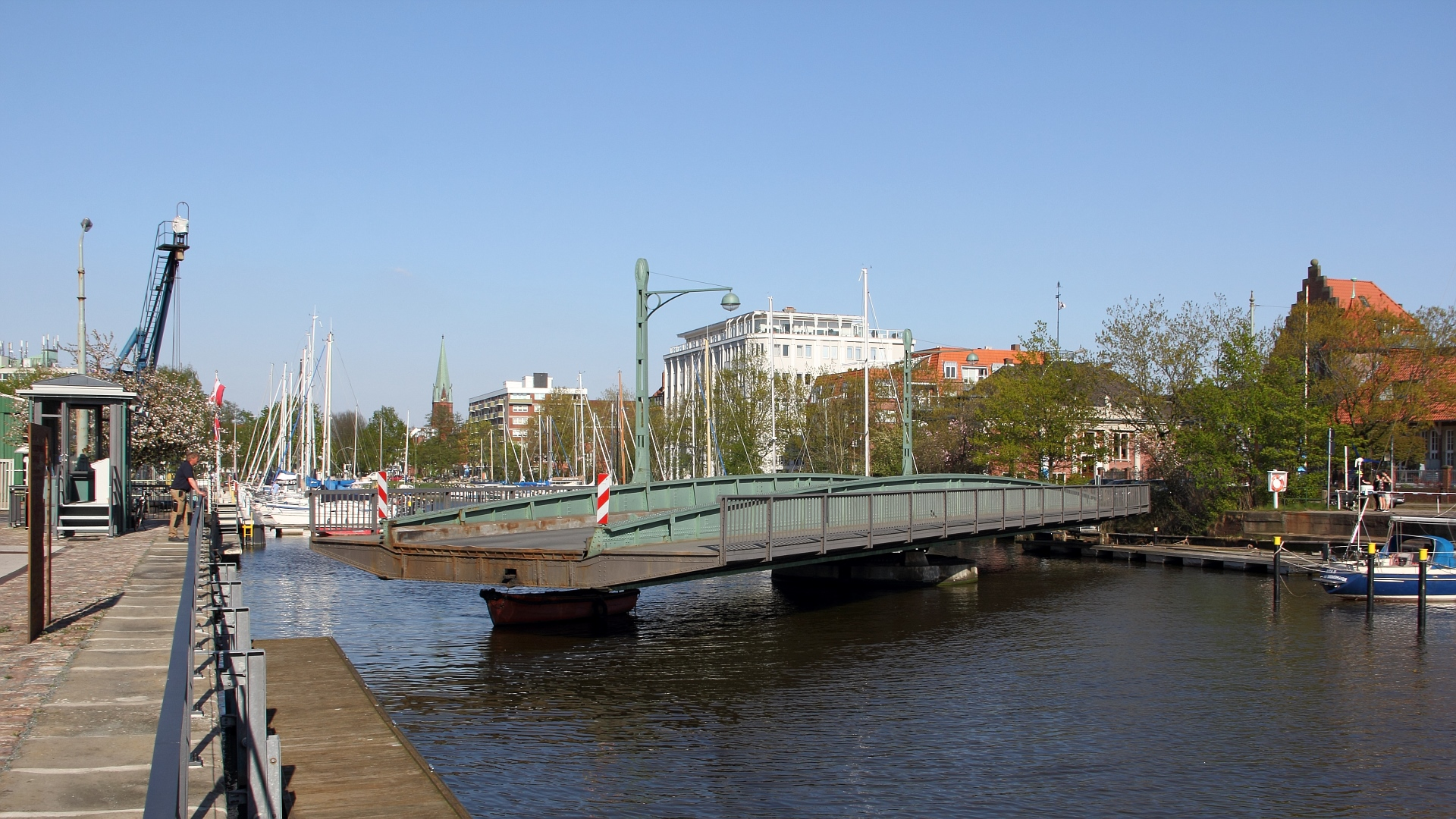
Drehbrücke über den Geestemünder Hauptkanal
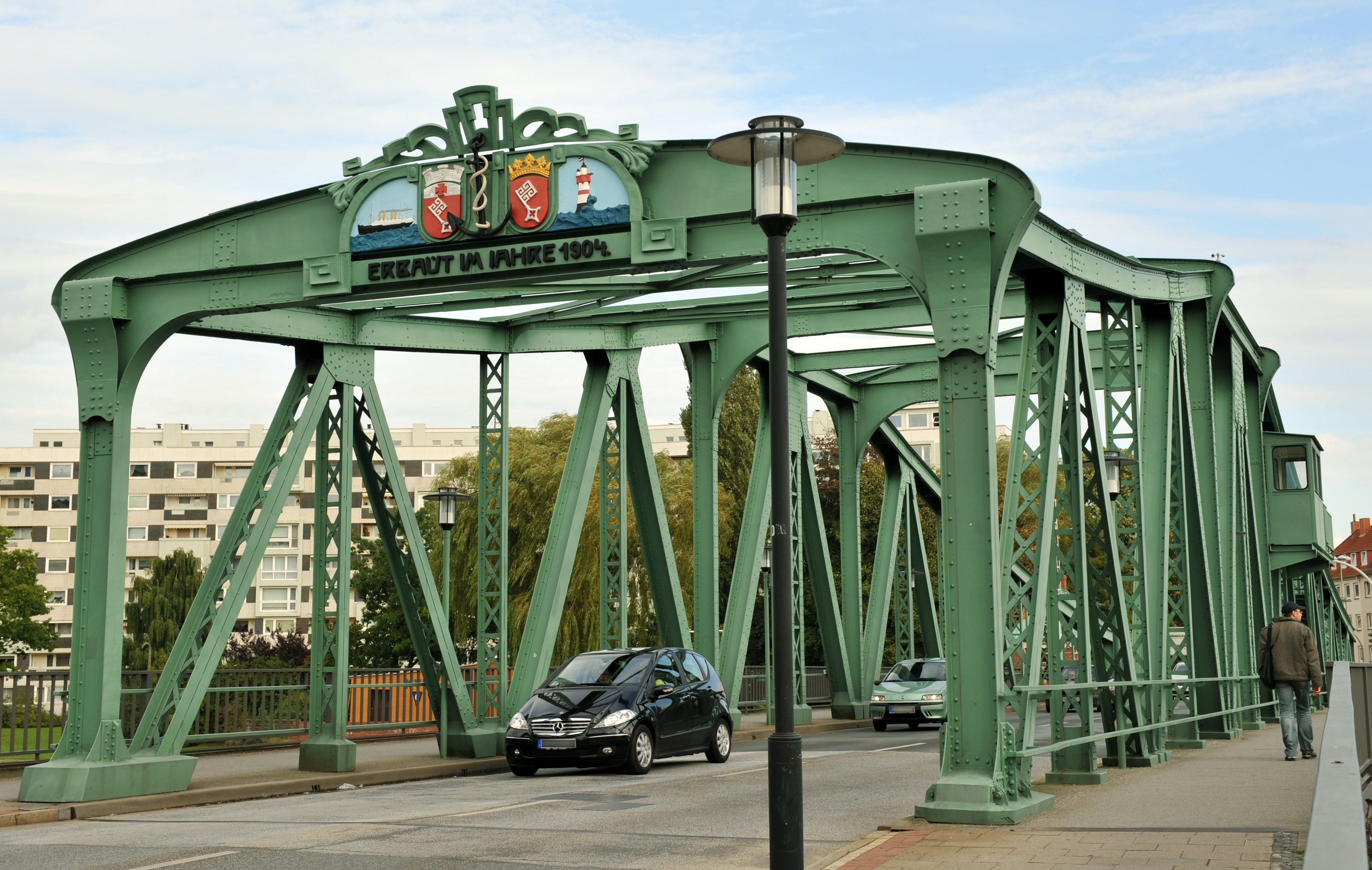
Alte Geestebrücke
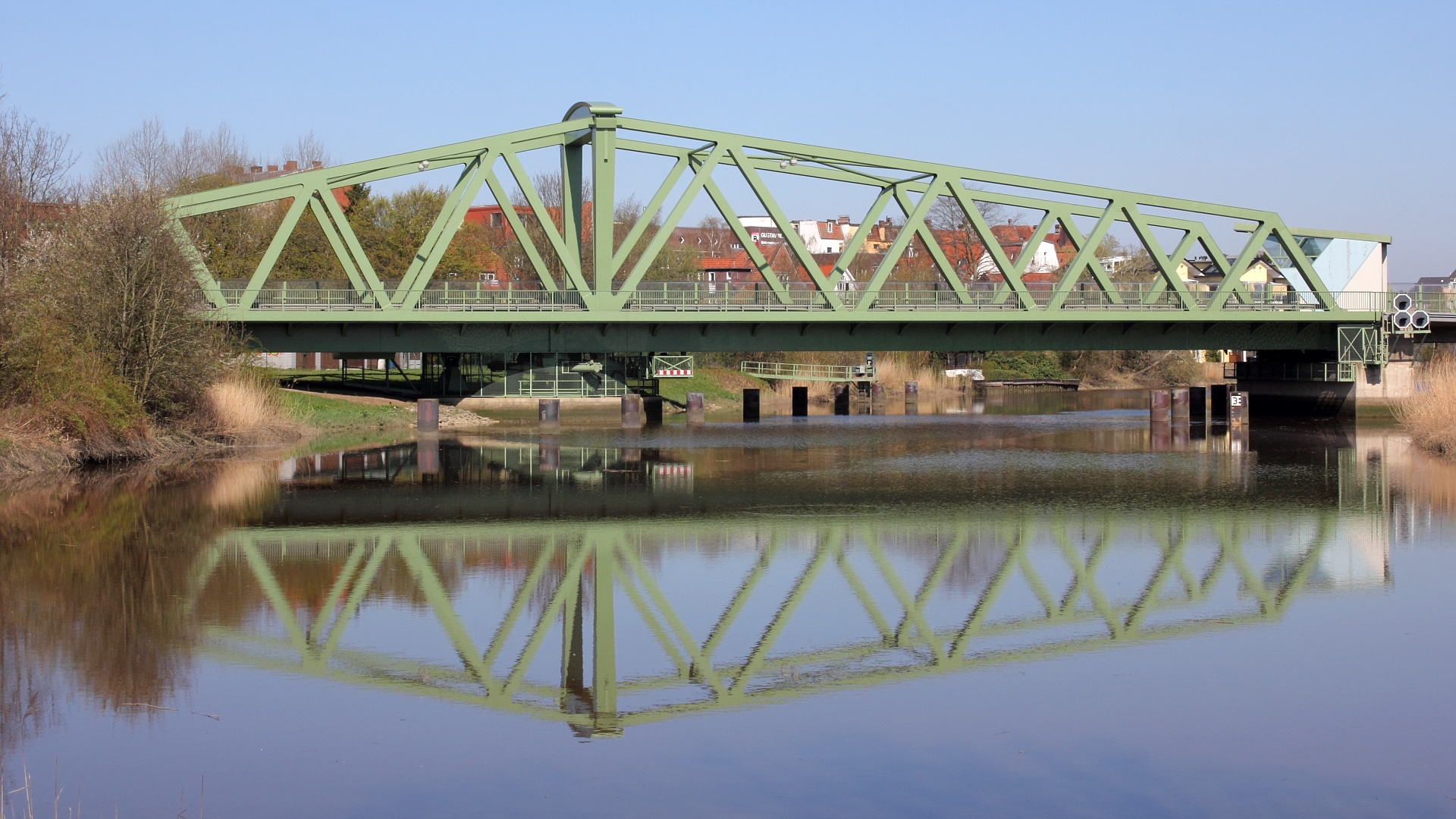
Neue Geestebrücke
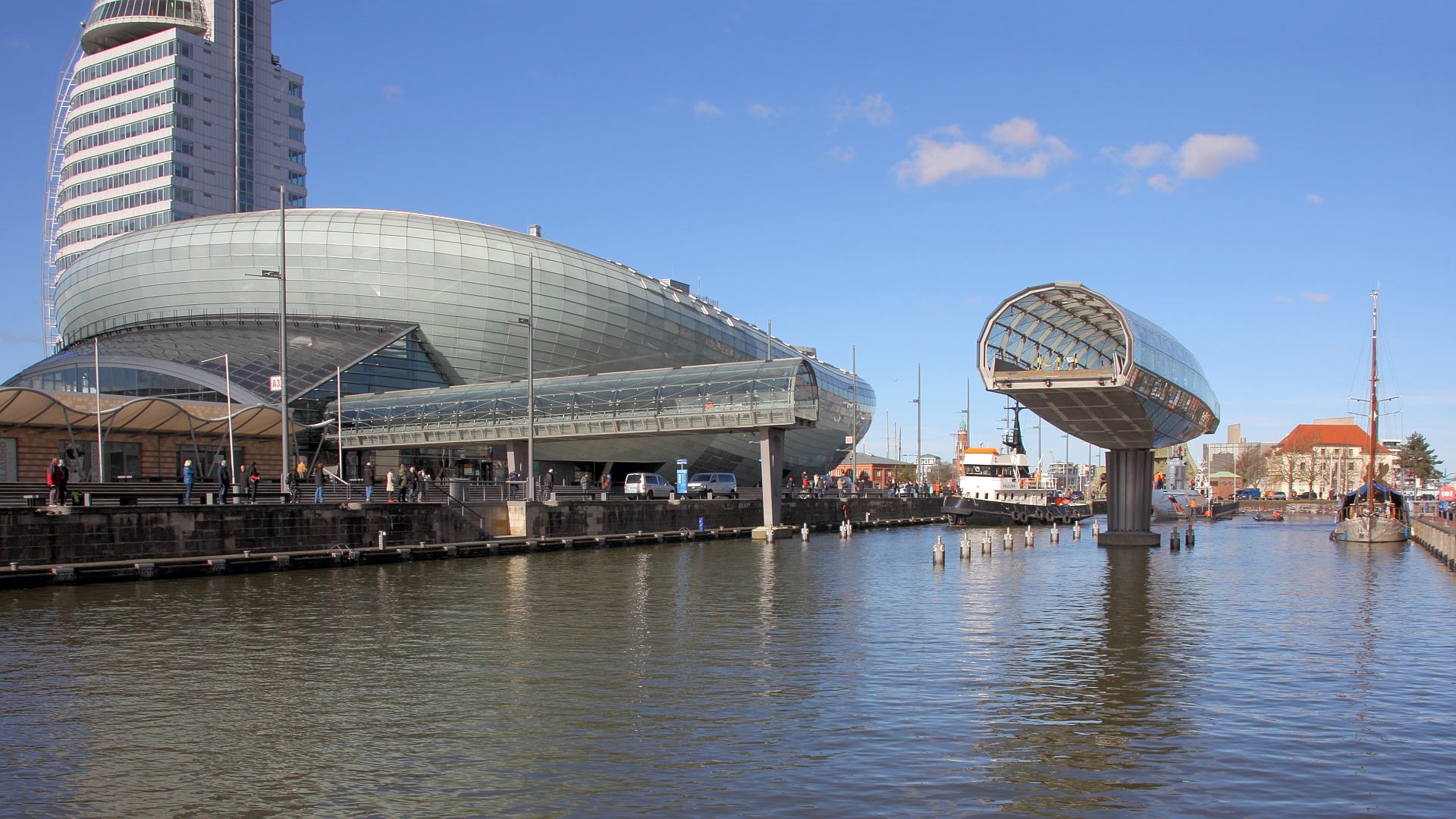
Gläserne Drehbrücke über den Alten Hafen

### Klappbrücken
- Straßenbrücke und ehemalige Eisenbahnbrücke von 1928 über den Verbindungskanal zwischen Altem und Neuem Hafen; das unter Denkmalschutz stehende Ensemble wird ergänzt durch ein Steuerhaus und drei Maschinenhäuser[3]
- Kennedybrücke von 1961 im Zuge der Columbusstraße
- Holländerbrücke von 1978 über den Alten Hafen
- Zwei Klappbrücken von 1996 über den Schleusenkanal der kleinen Kammer der Fischereihafen-Doppelschleuse
- Klappbrücke von 2002 im Zuge der Schleusenstraße über die Verbindung von Neuem Hafen und Kaiserhafen I

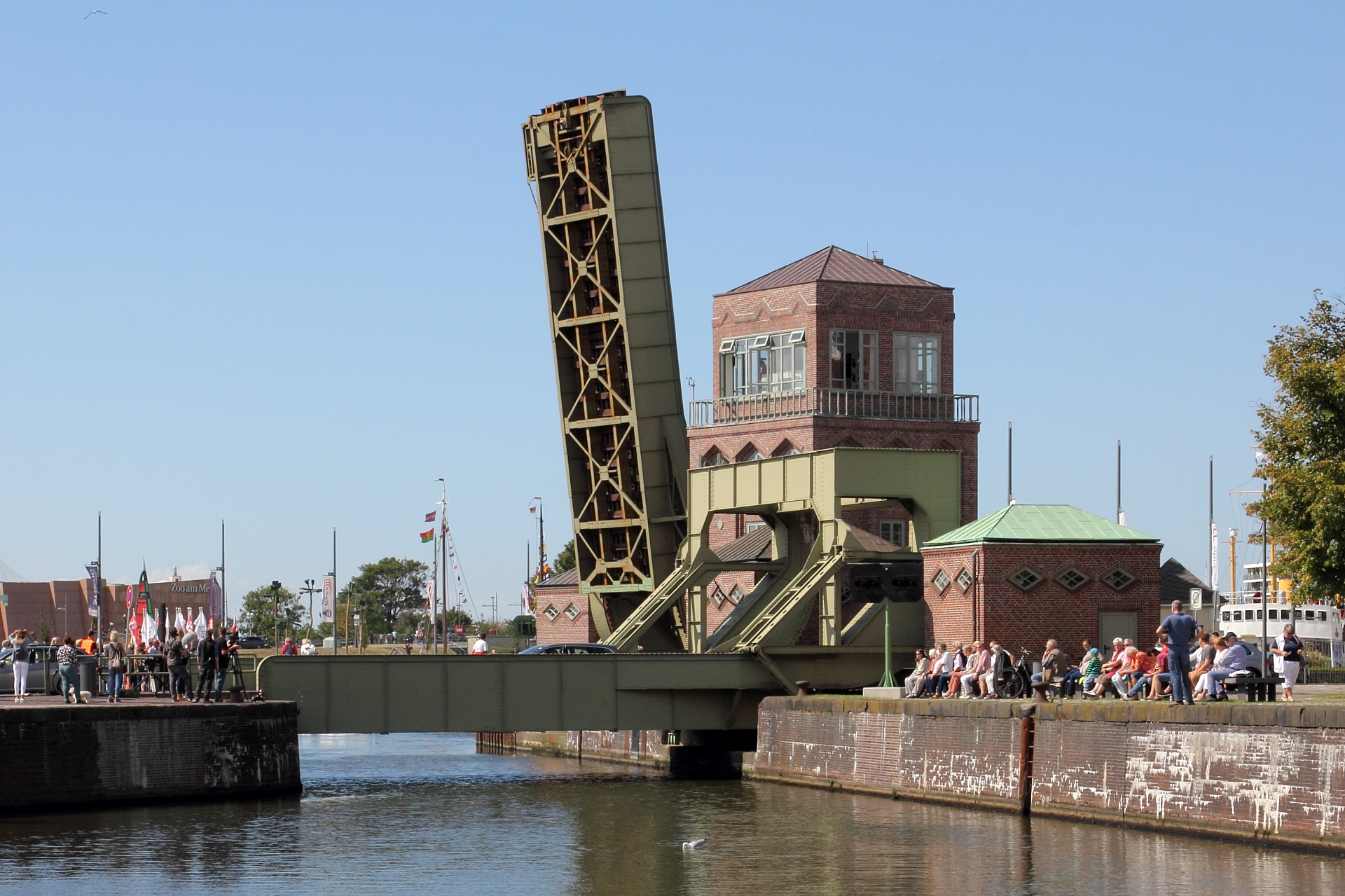
Klappbrücken zwischen Altem und Neuem Hafen
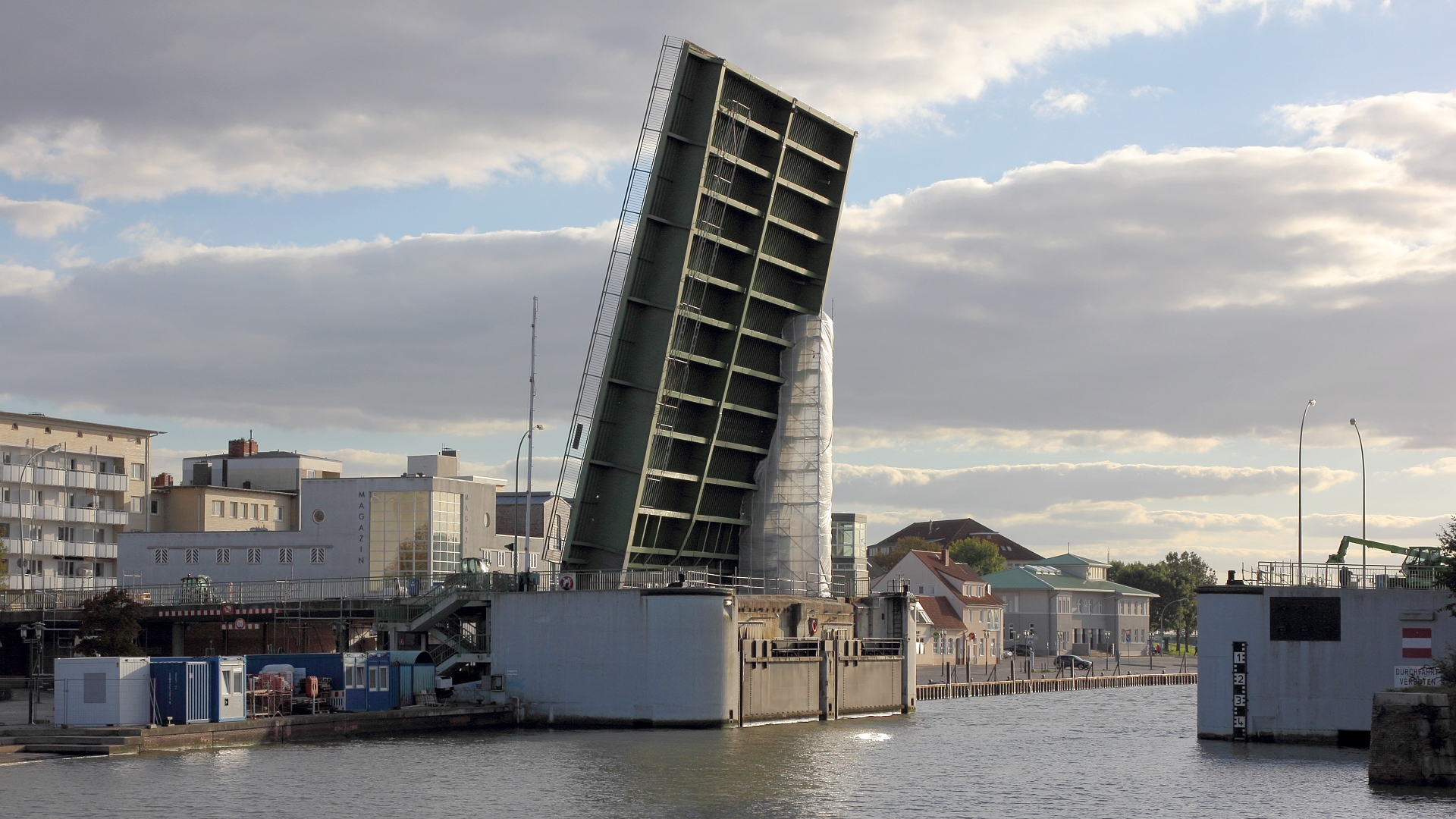
Kennedybrücke über die Geeste
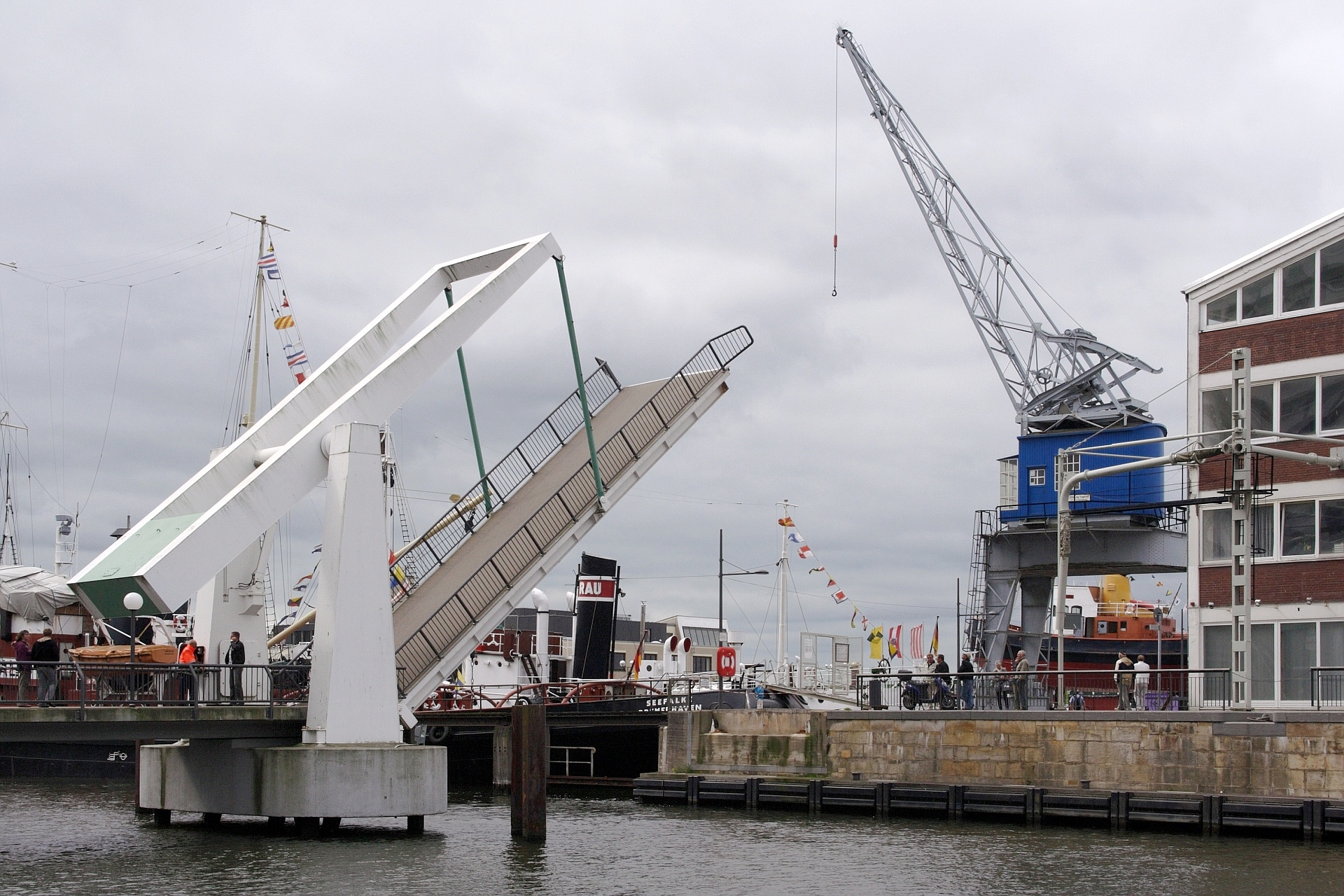
Holländerbrücke über den Alten Hafen
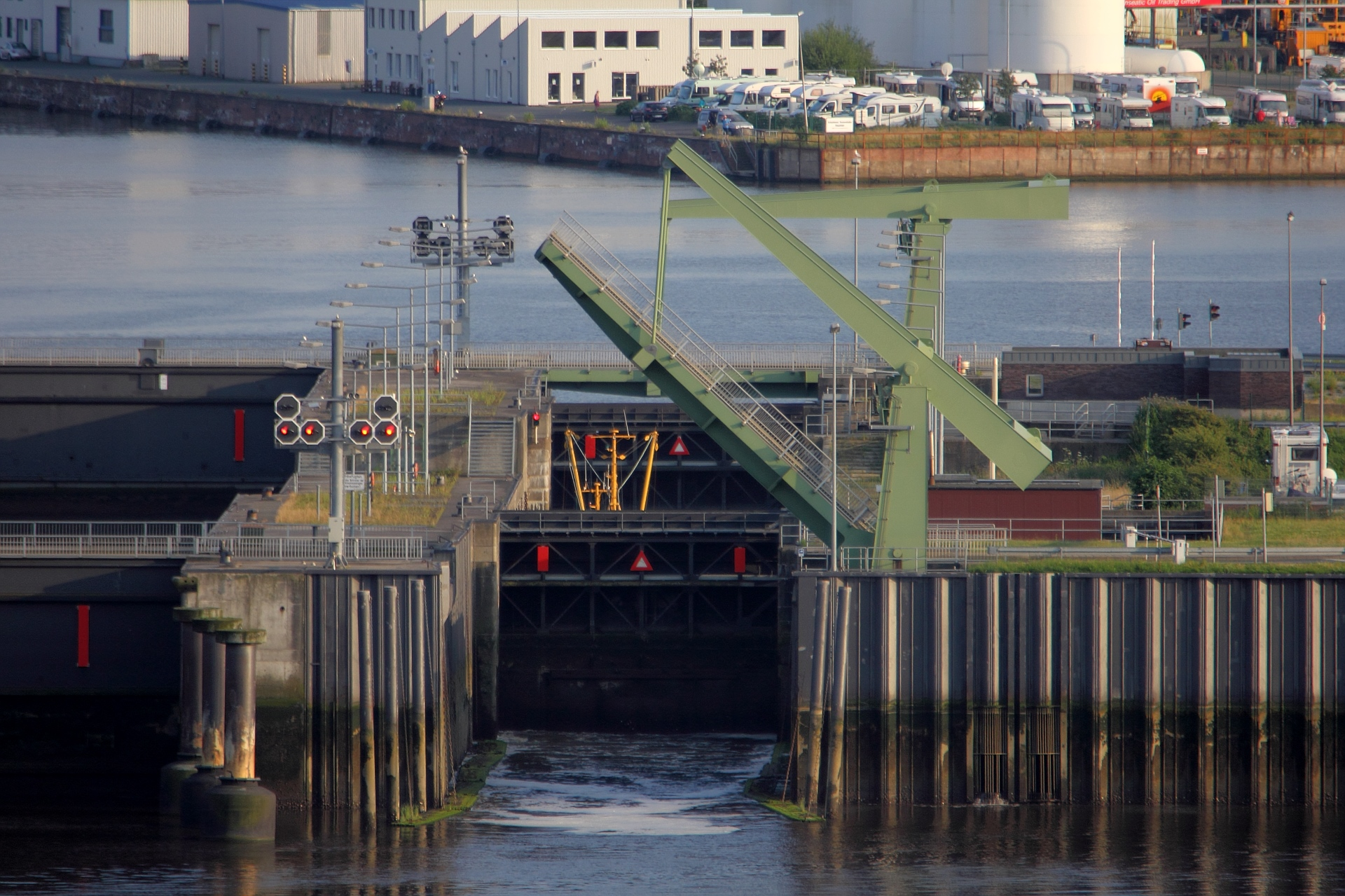
Klappbrücken an der Fischereihafen-Doppelschleuse
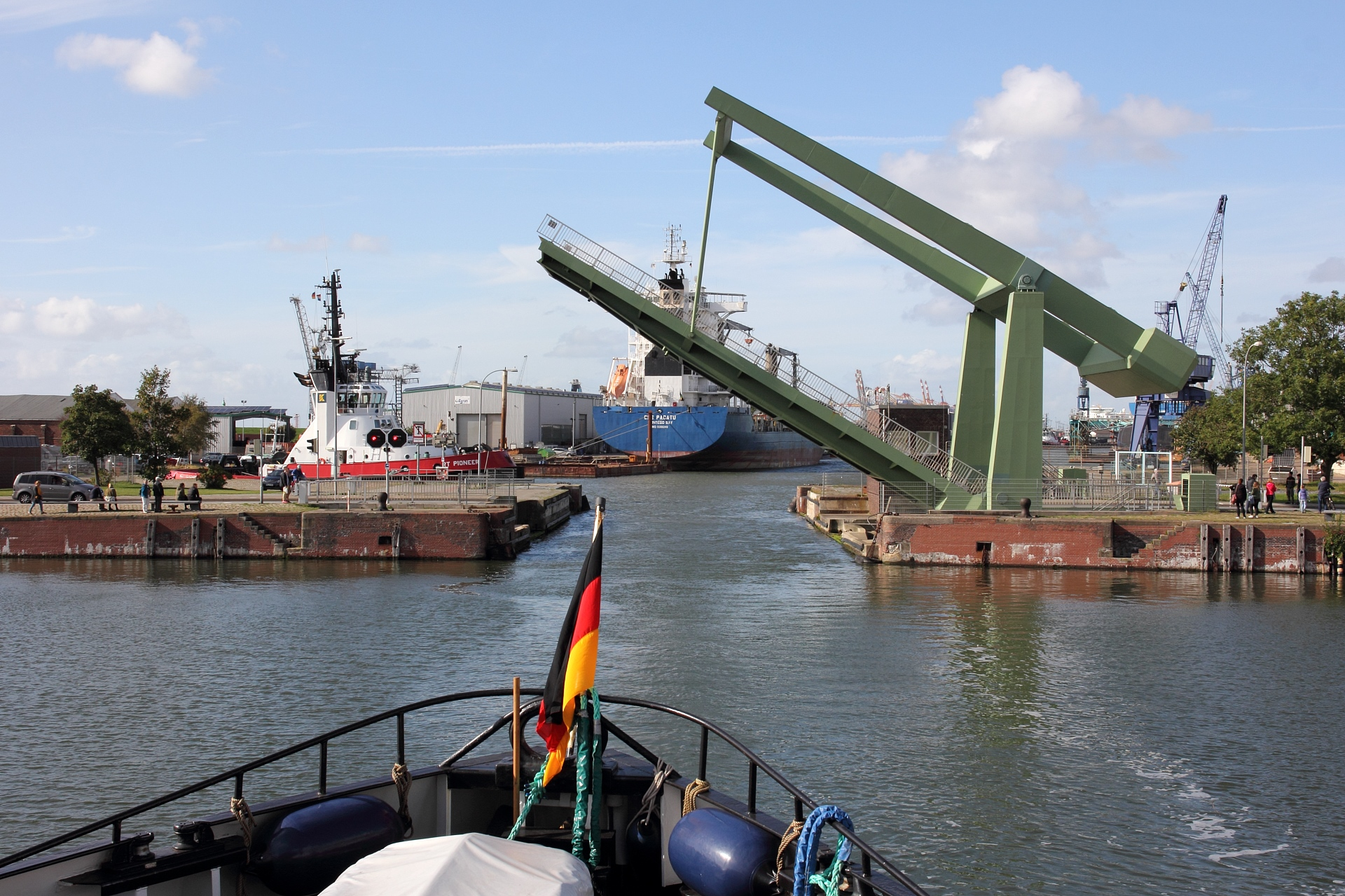
Klappbrücke Schleusenstraße

### Sonstige
- Achgelisbrücke, kombinierte Dreh- und Klappbrücke von 1959/60, zuletzt umgebaut 1979, ersetzte den Vorgängerbau von 1862, ehemalige Eisenbahnbrücke zum Geestheller Damm, heute Rad- und Fußgängerbrücke
- Fährbrücke der Weserfähre an der Geeste
- drei Passagierbrücken an der Columbuskaje von 2023/24
- Zugangsbrücke zur Schlepperpier in der Weser (ohne Antrieb)
- Zugangsbrücke zum Schwimmponton an der Seebäderkaje (ohne Antrieb)
- Hubdecken an den von Kraftfahrzeugen befahrbaren Schleusentoren (große Kammer der Fischereihafen-Doppelschleuse, Kaiserschleuse und Nordschleuse)

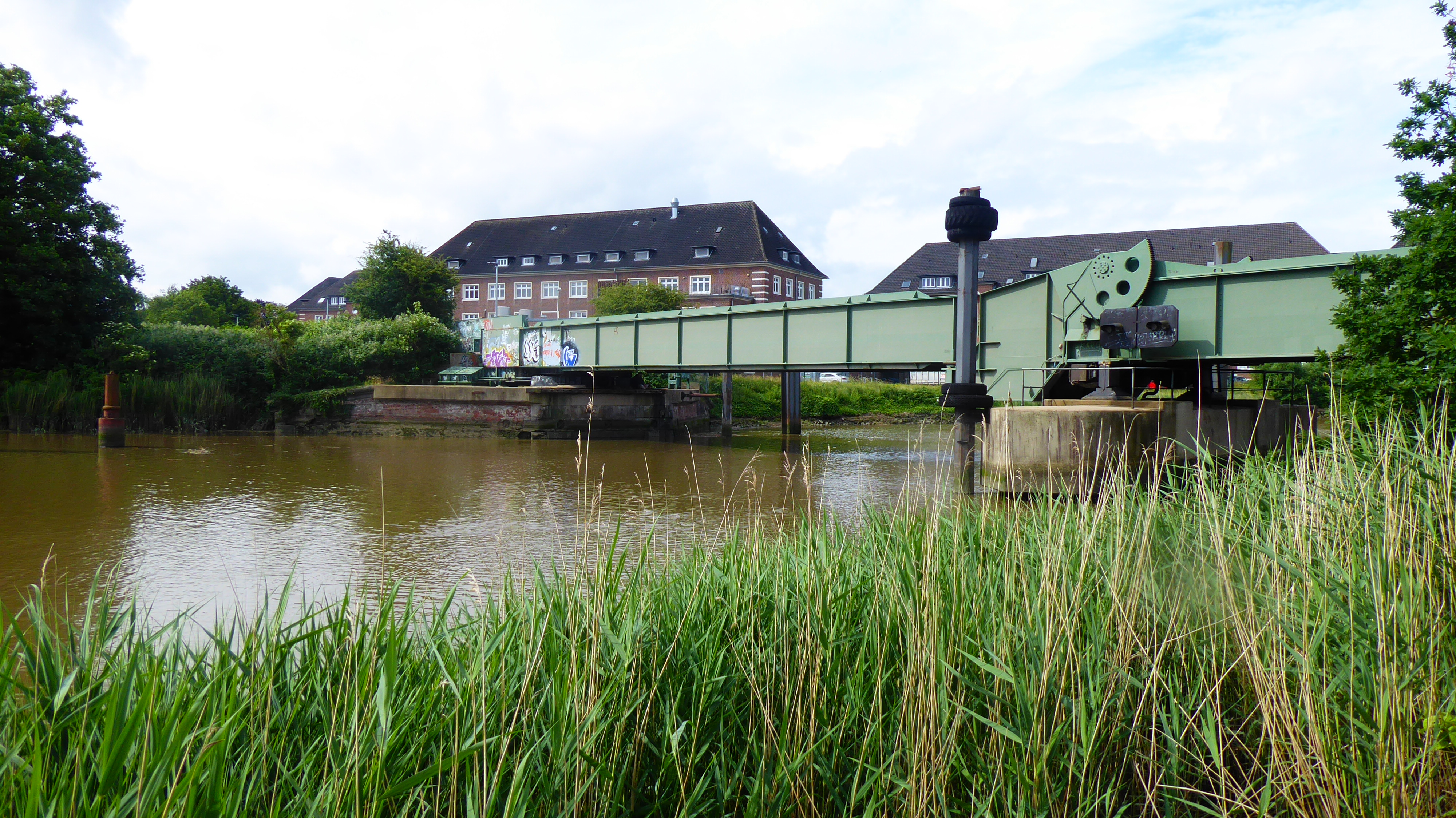
Achgelisbrücke
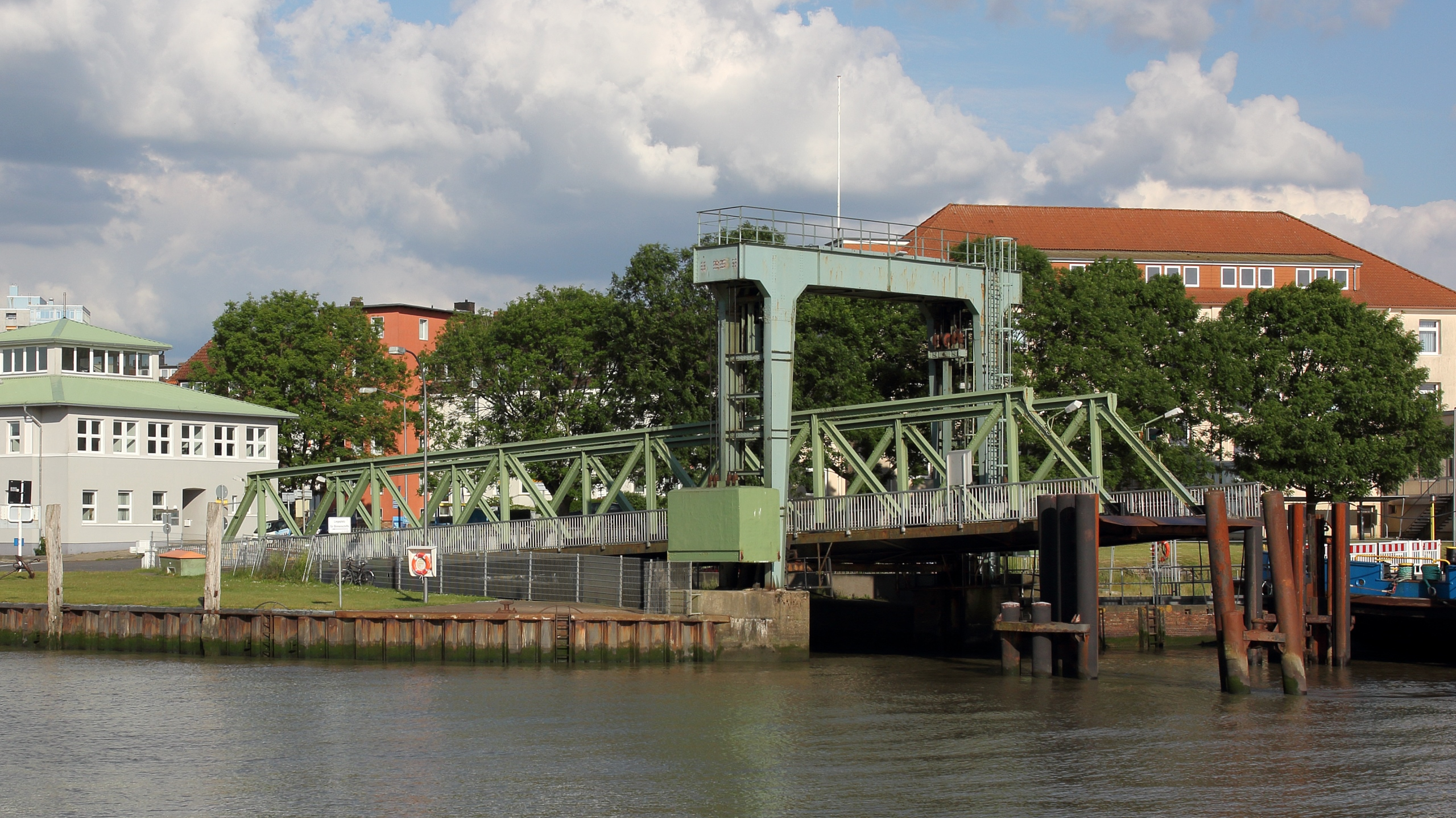
Fährbrücke der Weserfähre an der Geeste
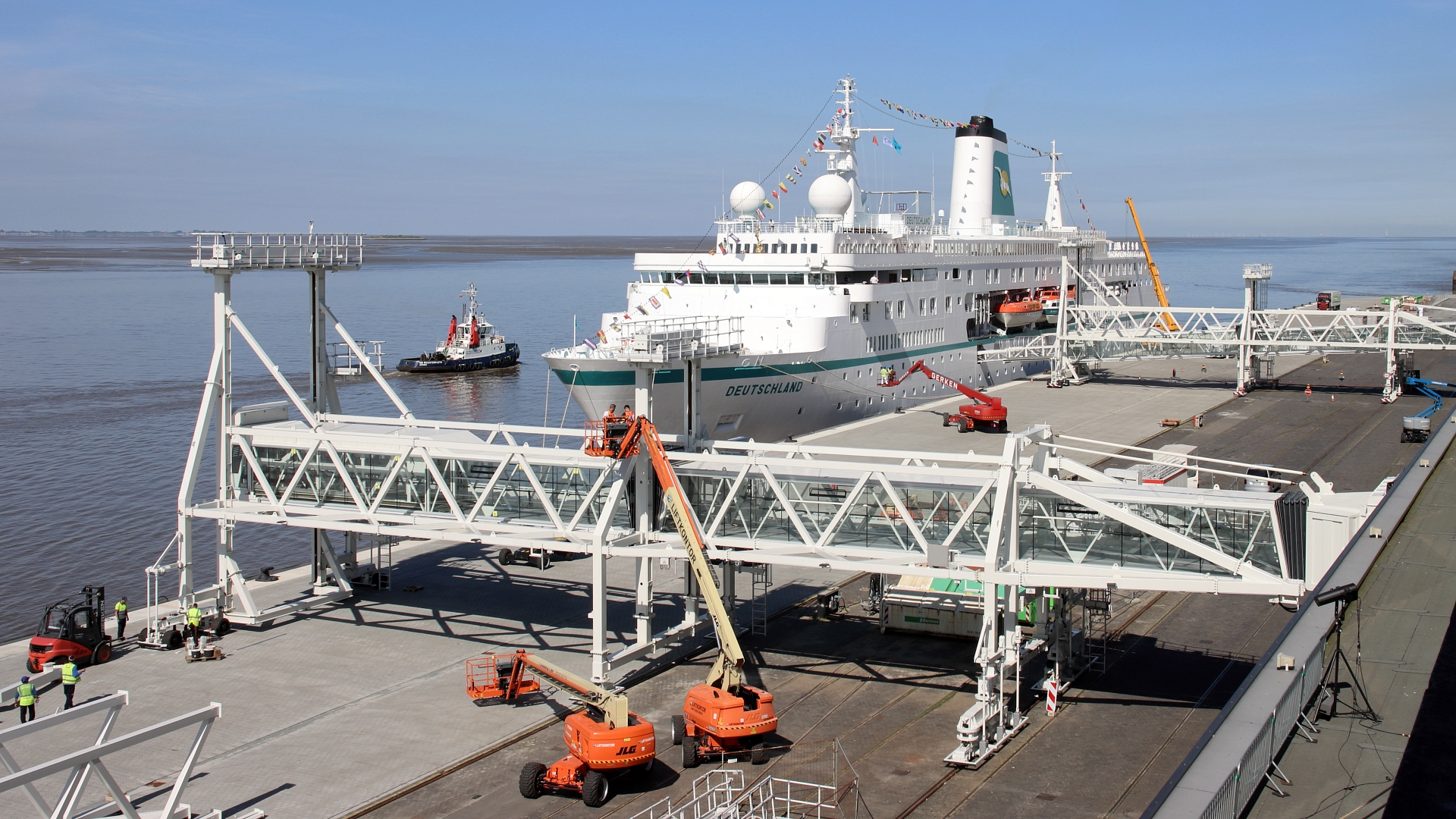
Passagierbrücken an der Columbuskaje
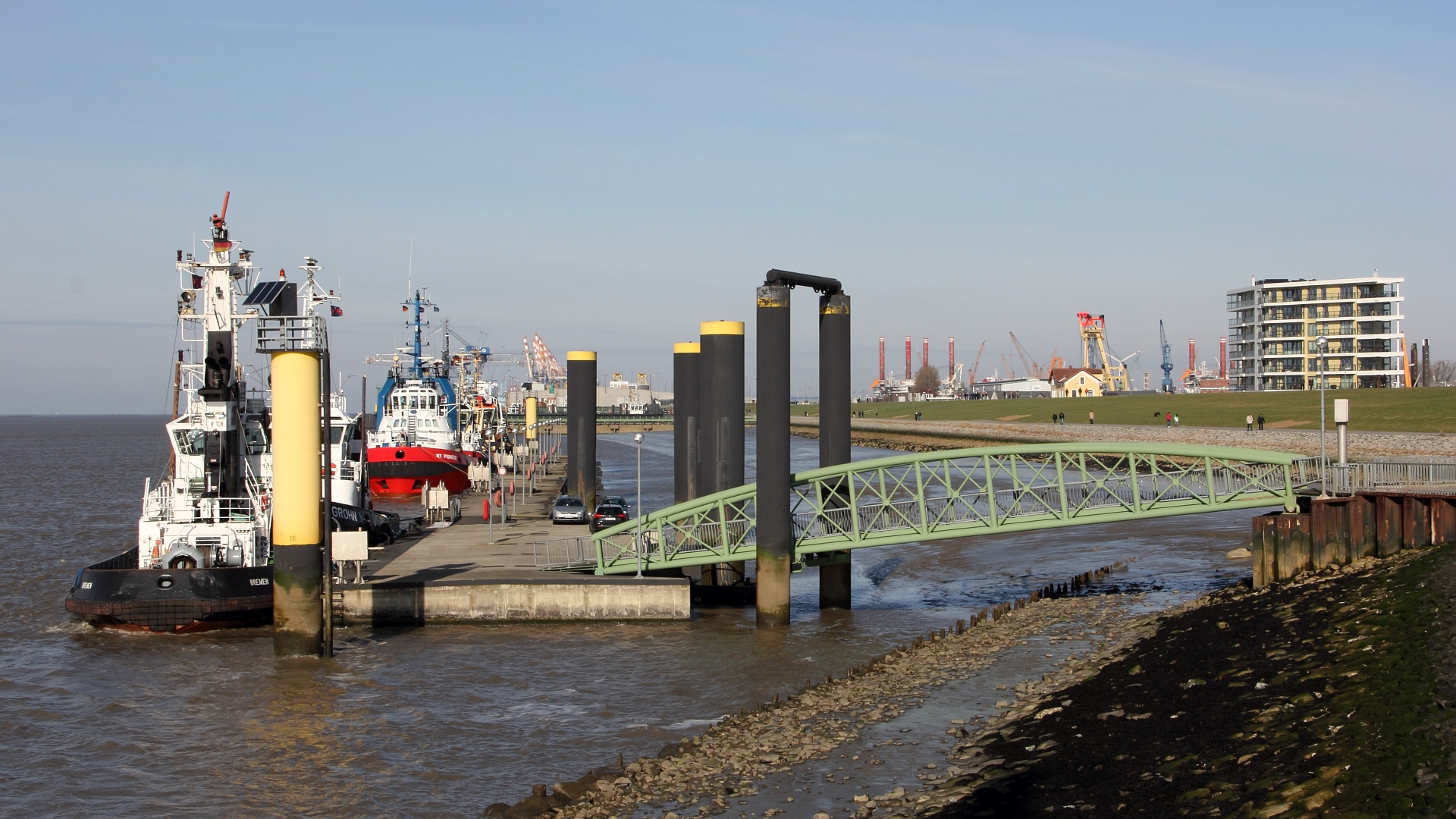
Zugangsbrücke zur Schlepperpier in der Weser
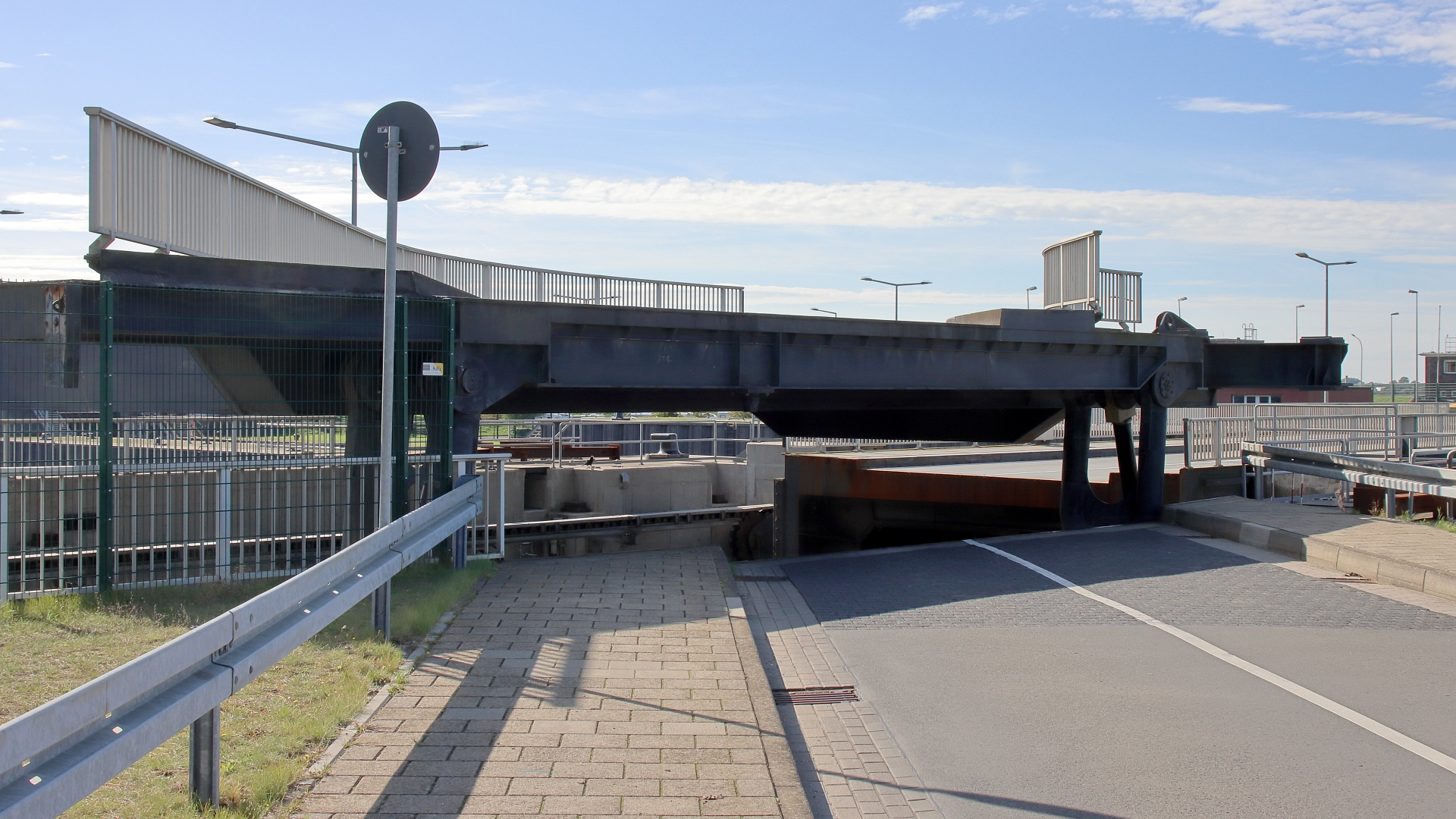
Geöffnete Hubdecke an der großen Kammer der Fischereihafen-Doppelschleuse

## Ehemalige Brücken
- Carlsburg-Brücke von um 1674 bis um 1686 über die Geeste, zwischen Kennedybrücke und Alter Geestebrücke gelegen.
- Leher Brücke von 1752, sie führte die Straße von Bremen nach Ritzebüttel in Höhe der heutigen Melchior-Schwoon-Straße/Stresemannstraße über die damals vorhandene Geesteschleife. Die vier Nachfolgebauten von 1791, 1852, 1894 und 1929/30 wurden ab 1813 Franzosenbrücke genannt. Die Bushaltestellen an der Brücke über die Geeste hießen Anfang der 1960er-Jahre auch Franzosenbrücke.[4] Daran änderte auch nichts die Begradigung der Geeste Ende des 19. Jahrhunderts und die damit einhergehende Veränderung der örtlichen Lage der Brücke an den Geestedurchstich nichts. Ihr Nachfolger ist die heutige Geestebrücke im Zuge der Stresemannstraße.[A 1]
- Geestebrücke von 1857, ihr Nachfolger ist die unter den Drehbrücken aufgeführte Alte Geestebrücke von 1904.
- Drehbrücke über die Einfahrt zum Petroleumhafen von 1875, sie wurde nach Fertigstellung des Fischereihafens II durch die Werfthafen-Drehbrücke ersetzt (bis 1973).
- Über die Verbindungsschleuse zwischen Neuem Hafen und Kaiserhafen wurde um 1876 im Zuge der Schleusenstraße eine Straßenbrücke und wenige Meter daneben eine Eisenbahnbrücke als Drehbrücken errichtet. Die Straßenbrücke wurde 2002 durch die Klappbrücke Schleusenstraße ersetzt. Im Rahmen der Bauarbeiten wurde auch die schon lange nicht mehr benötigte Eisenbahnbrücke demontiert.
- Fußgänger-Rollbrücke von um 1880 bis um 1930 über die ehemalige Schleuse von der Geeste zum Handelshafen.
- Rollbrücke von 1891 bis etwa 1930 über das Außenhaupt der Schleuse zum Alten Hafen.
- Hexenbrücke von 1892–1957 über die Geeste, östlich der Stresemannstraße.
- Eisenbahndrehbrücke von 1987-1930 über das in dieser Form nicht mehr existierende  Dock-Vorbassin am nördlichen Ende des Kaiserhafens (I).
- Schiebebrücke von 1897–1937 über die Kleine Kaiserschleuse.
- Zweiarmige Rollbrücke für Fußgänger von um 1900–1944 über die Schleuse zum Neuen Hafen.
- Rollbrücke über das Neue Lunesiel von 1926, sie wurde 1964/65 durch eine Klappbrücke ersetzt, 1987 wurde das Neue Lunesiel durch ein Schöpfwerk an anderer Stelle ersetzt.
- Nordschleusenbrücke, Drehbrücke von 1931–2021 im Stadtbremischen Überseehafengebiet, eine Nachfolgebrücke ist in Planung.
- Pontonbrücke von 1999 über das südliche Becken des Alten Hafens, sie wurde 2019 in den Museumshafen ausgeschwommen, um  Platz für ein provisorisches Trockendock zum Abbruch der Seute Deern zu schaffen. Die Pontonbrücke wurde 2024 durch eine feste Brücke ersetzt.
- Vier Passagierbrücken von 2002, sie mussten im Zusammenhang mit der Verbreiterung der Columbuskaje 2023/24 durch längere Brücken ersetzt werden.

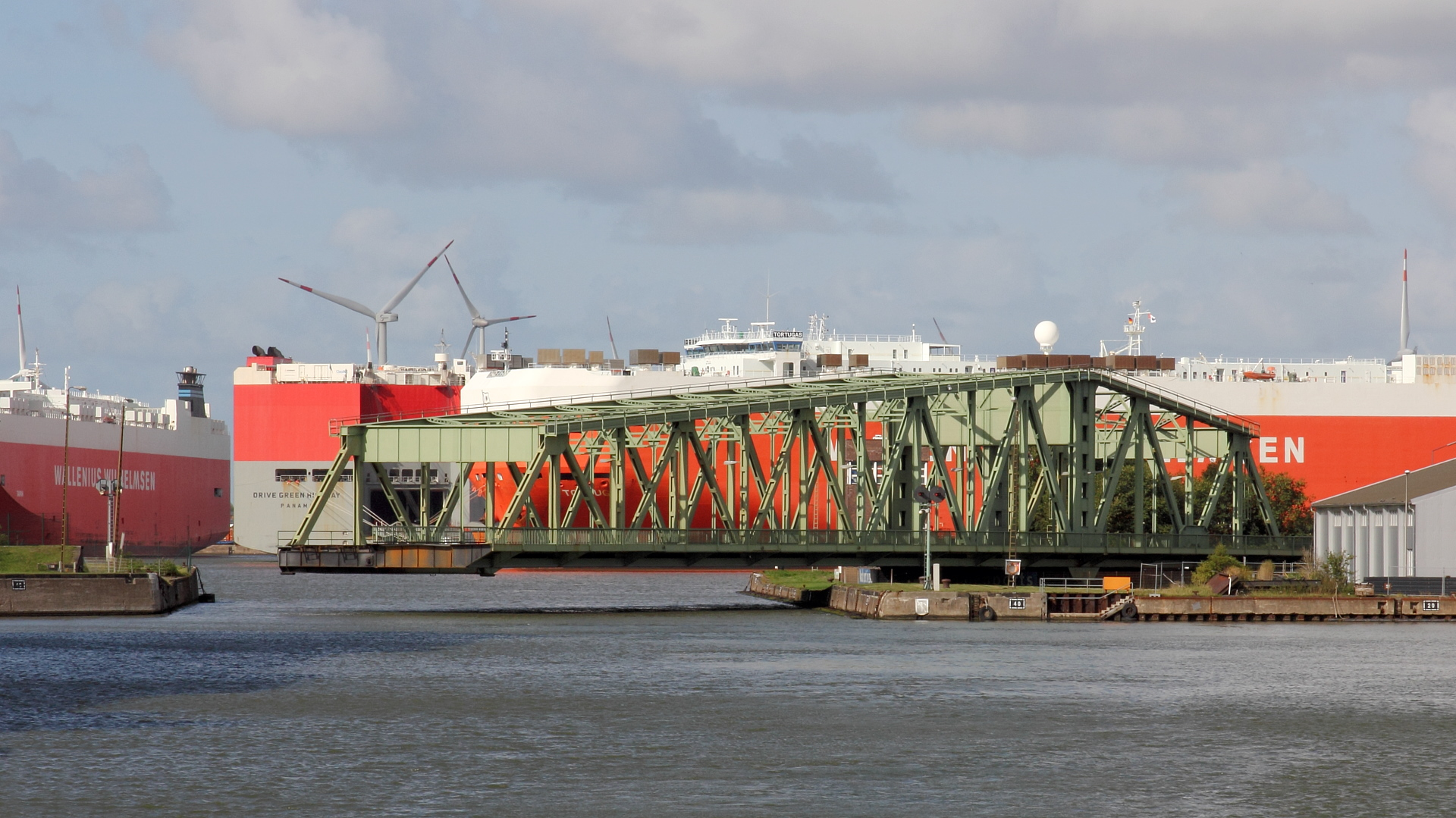
Eisenbahndrehbrücke Nordschleuse
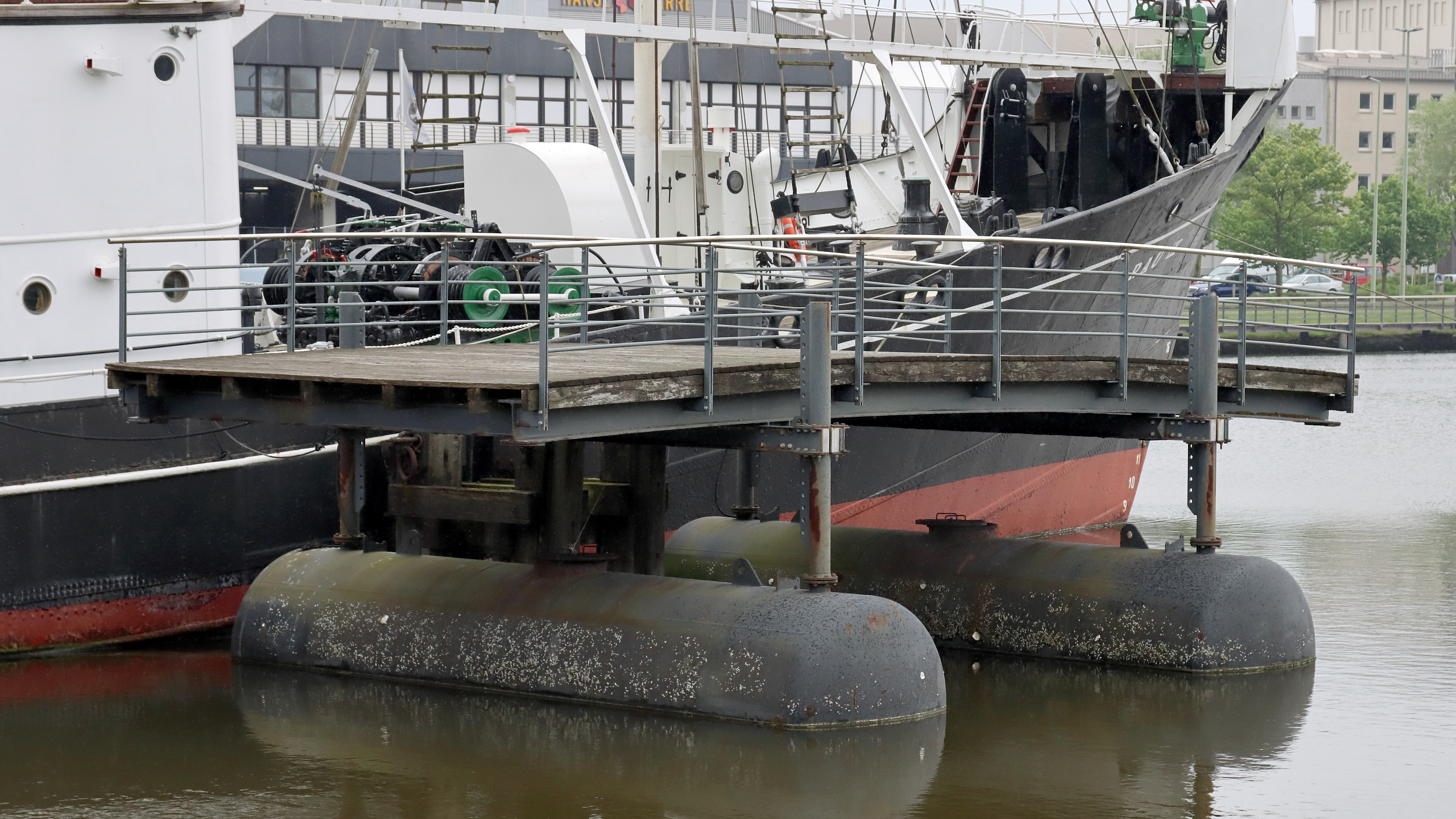
Pontonbrücke Alter Hafen bis 2019
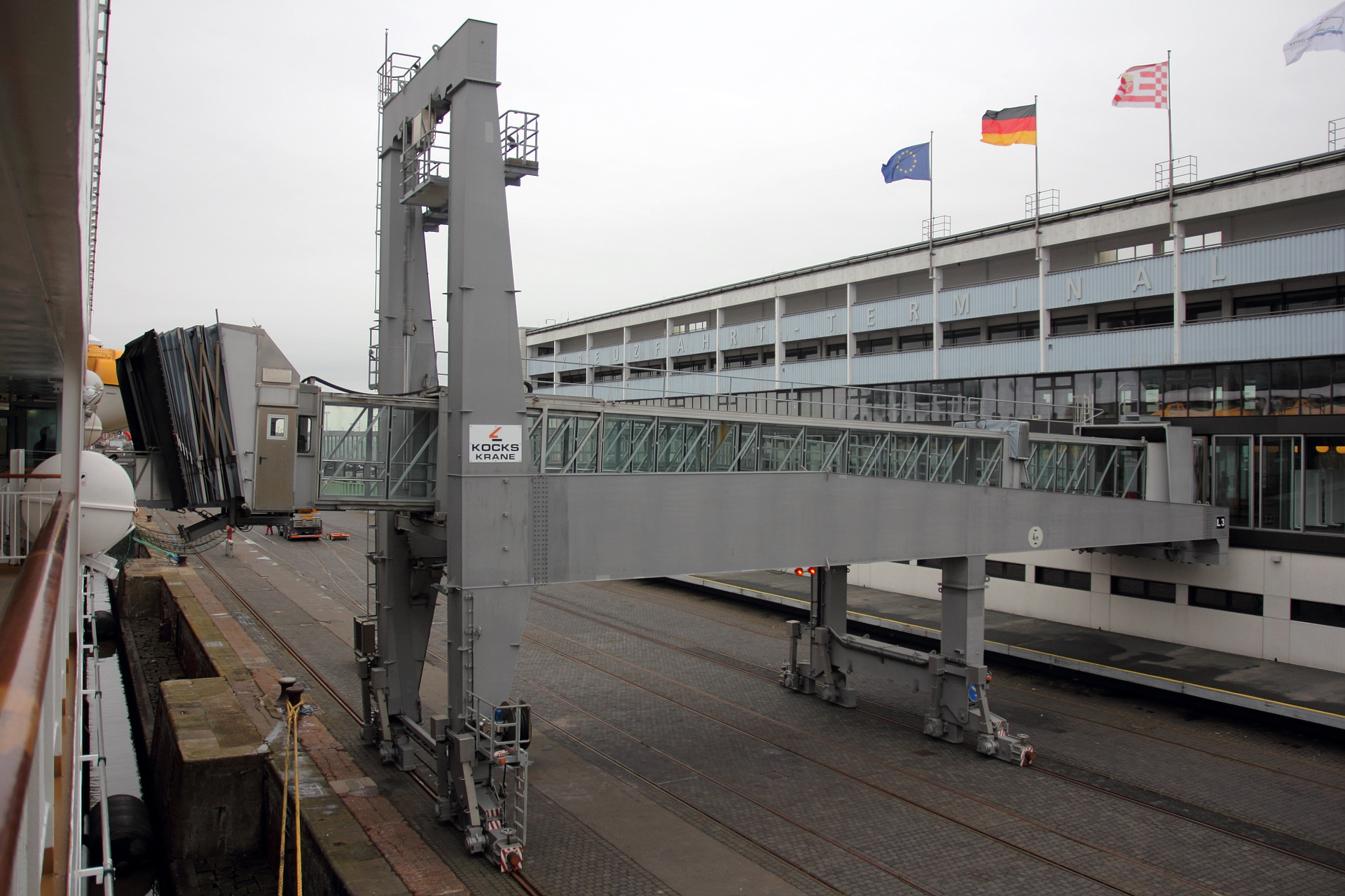
Ehemalige Passagierbrücke an der Columbuskaje